# Jean Kuntzmann
Jean Kuntzmann (Pont-à-Mousson, 1 de junho de 1912 — Grenoble, 18 de dezembro de 1992) foi um matemático francês.
É conhecido por seu trabalho em matemática aplicada e ciência da computação.
Kuntzmann obteve o doutorado em matemática na Universidade de Paris, orientado por Georges Valiron, com a tese Contribution à l'étude des systèmes multiformes.